# Bautista Garcet Granell
Bautista Garcet Granell (14 de febrer de 1899 - 28 de juliol de 1936) va ser un sindicalista i polític espanyol, membre del Partit Comunista, diputat en el Congrés en la candidatura del Front Popular a les eleccions de 1936.
Durant el fracassat cop d'estat el 18 de juliol de 1936 que va donar lloc a la Guerra Civil, Garcet es trobava a Còrdova, recentment tornat de Madrid i va ser detingut el mateix dia de la revolta, 18 de juliol de 1936, en sortir de la seva casa del barri de Don Félix, quan es dirigia al Govern Civil per parlar amb el governador civil perquè hi havia rumors d'alçament i es deia que el Governador havia canviat de bàndol. En aquests moments es creia que es tractava d'un alçament de poca importància.
Pel camí es va sumar a una comitiva fúnebre, ja que en preguntar pel mort, va resultar tractar-se d'un conegut. En passar per davant de la caserna de la guàrdia civil el van reconèixer i van detenir. Va ser afusellat al cementiri de San Rafael el 28 de juliol juntament amb el diputat socialista Antonio Acuña Carballar. El Batalló Bautista Garcet de l'exèrcit republicà va rebre aquest nom en el seu honor.